# 库林阿曼站
库林阿曼站，位于 新疆维吾尔自治区吐鲁番市托克逊县，是南疆铁路（鱼焉铁路）上的火车站，并建有库林阿曼风闸所，由乌鲁木齐铁路局管辖。